# Wattisham
Wattisham är en by (village) och en civil parish i Babergh, Suffolk i östra England. Orten har 99 invånare (2001). Den har en kyrka och ett kapell.